# AggroberlinA
AggroberlinA ist ein Lied des Berliner Rappers Fler. Der Song ist seine Debüt-Single und wurde am 9. August 2004 veröffentlicht. Er ist auf keinem Album enthalten.

## Inhalt

Logo von Aggro Berlin

Das Lied diente vor allem dazu, Fler einer breiteren Öffentlichkeit bekannt zu machen. So stellt er sich zu Beginn als „Newcomer des Jahres“ vor. Im Refrain rappt er über die Verbundenheit zu seinem Label Aggro Berlin, das er, Bezug nehmend auf dessen Logo, als sein „Team mit dem Sägeblatt“ bezeichnet. In der ersten Strophe wertet Fler sich, sein Label und seinen Rap selbst stark auf, während er die Musik anderer Rapper, die jedoch nicht explizit genannt werden, als „out“ bezeichnet. Er rappe „mit purem Hass“ und scheiße auf das Hip-Hop-Magazin Backspin, da er mittlerweile im Berliner Kurier Erwähnung finde. Die zweite Strophe handelt von Flers Vergangenheit,
in der er auf die „Schiefe Bahn“ geriet und vom Sozialamt abhängig war. Doch durch seinen Rap habe er nun neben Respekt einen Labelvertrag mit Aggro Berlin bekommen, wodurch seiner Karriere nichts mehr im Weg stehe.

## Produktion
Der Beat des Lieds basiert auf einem Rock-Sample und wurde von dem Berliner Musikproduzenten-Duo Beathoavenz produziert.

## Musikvideo
Das Musikvideo zu AggroberlinA ist in Schwarz-weiß gehalten und wurde in Berlin gedreht. Es zeigt Fler an verschiedenen Orten der Stadt, während er den Text in die Kamera rappt. Einblendungen zeigen Graffiti von Aggro Berlin und Fler an Hauswänden, Szenen eines Kickbox-Kampfes, sowie Fler, der das Lied im Studio einrappt. Gegen Ende des Videos wechselt das Instrumental zum Sido-RMX des Songs, wobei nun auch die Aggro-Berlin-Rapper Sido und B-Tight im Video zu sehen sind.

## Single

### Titelliste
Die CD-Single von AggroberlinA umfasst neben der Originalversion des Stücks auch das Instrumental und Musikvideo sowie einen von Sido produzierten Remix des Lieds. Außerdem sind die Lieder Alles oder nichts, Schwer erziehbar und Ohh Shit RMX auf der Single enthalten. Auf Letzterem wird Fler von den Rappern Sido und Sentino unterstützt.
1. AggroberlinA (Original-Version) – 3:50
2. AggroberlinA (Original-Instrumental) – 3:50
3. AggroberlinA (Sido RMX) – 3:22
4. Alles oder nichts – 3:31
5. Schwer erziehbar – 4:01
6. Ohh Shit RMX (feat. Sido und Sentino) – 3:32
7. AggroberlinA (Video) – 3:18

### Chartplatzierungen
Mit AggroberlinA gelang Fler sein erster Charterfolg. Die Single stieg am 23. August 2004 auf Platz 59 in die deutschen Charts ein und belegte in den folgenden Wochen die Ränge 72 und 69. Insgesamt konnte sich das Lied zehn Wochen in den Top 100 halten.